# سولومون روبرت دريسر
سولومون روبرت دريسر هو مخترع وسياسي أمريكي، ولد في 1 فبراير 1842 في ليتشفيلد في الولايات المتحدة، وتوفي في 21 يناير 1911 في برادفورد في الولايات المتحدة. نشط حزبياً في الحزب الجمهوري. وقد انتخب عضو مجلس النواب الأمريكي ‏.